# Consejería parlamentaria
La consejería parlamentaria era el nombre colectivo de los representantes del Congreso Nacional de Chile en cada uno de los organismos fiscales, de administración autónoma o semifiscales del Estado. Existió de 1946 a 1961. 

## Objetivos de las consejerías parlamentarias
Creada por la Ley N° 8.707 del 19 de diciembre de 1946 la cual señalaba que la Cámara de Diputados y el Senado elegirían dos consejeros cada una que participarían en los respectivos directorios o comisiones administrativas de los organismos fiscales, de administración autónoma o semifiscales del Estado. Por medio de esta ley se busca ampliar y facilitar la labor fiscalizadora del poder legislativo.
Anteriormente el Congreso Nacional ya elegía representantes en los directorios o consejos de los organismos del Estado siempre y cuando lo señalara expresamente la ley como en los casos de: 
- en 1935 en los Institutos de Fomento Minero e Industrial de Tarapacá y Antofagasta e Instituto de Crédito Industrial en estos casos cada rama del Congreso Nacional elegía un representante en el consejo.
- en 1941 en la Corporación de Reconstrucción y Auxilio y Corporación de Fomento de la Producción, Caja de Crédito Minero y Caja de Crédito Hipotecario en estos casos cada rama del Congreso Nacional elegía dos representantes en el consejo.

## Votación de la consejería parlamentaria
Cada cuatro años, con la apertura de un nuevo congreso electo cada cámara procedía a elegir sus representantes. Los representantes del Congreso a que se refiere la presente ley se designarán en una sola votación unipersonal en cada Cámara y resultarán elegidos los dos que obtengan las más altas mayorías. En caso de empate, la votación se repetirá, y si éste continuare, decidirá la suerte (artículo 2). Originalmente los consejeros debían ser diputados y senadores en ejercicio de sus funciones, posteriormente se especificó que no necesariamente debía cumplirse dicho requisito.

## Críticas a las consejerías parlamentarias
Sin embargo dicha institución fue criticada por no ajustarse a la idea del proyecto de Ley, Las críticas eran:
- Teóricamente permitiría que la mayoría y minoría de cada cámara obtuvieran los cupos correspondientes a su representación. Sin embargo al comienzo de cada proceso se producían negociaciones que creaban nuevas mayorías y minorías. Ejemplos: En 1953 el PAL que tenía 4 senadores y 29 diputados, y siendo la primera mayoría solo obtuvo 11 consejerías. En 1957 se formó un bloque de mayoría de liberales y conservadores (15 senadores y 55 diputados) y uno de minoría del FRAP, PAL y nacionales (16 senadores y 40 diputados) que obtuvieron respectivamente la mayoría y minoría. A pesar de que el Partido Radical era el bloque mayoritario por sí solo (9 senadores y 36 diputados) no obtuvo ninguna consejería.
- Rara vez se ejercía el control parlamentario ya que el cargo se transformó en un mecanismo de control y entrega de favores políticos.

Por ello se aprobó su derogación por la Ley N° 14.631, del 21 de septiembre de 1961. A cambio de aumentar la autoridad y funciones de las comisiones investigadores de la Cámara de Diputados. Se exceptuaba el Consejo de la Editorial Jurídica de Chile.

## Organismos del Estado con consejerías parlamentarias
En 1961 eran 22 organismos, que daban un total de 88 consejeros. Estos eran:
- Banco del Estado de Chile
- Banco Central de Chile
- Caja de Accidentes del Trabajo
- Caja de Colonización Agrícola
- Caja de Crédito y Fomento Minero
- Caja de Previsión de Empleados Particulares
- Caja de Previsión de los Carabineros
- Caja de Previsión de la Marina Mercante Nacional
- Caja de Previsión de la Defensa Nacional
- Caja de Previsión de los Ferrocarriles del Estado
- Caja de Previsión de los Empleados Municipales
- Caja Nacional de Empleados Públicos y Periodistas
- Consejo de Fomento e Investigaciones Agrícolas (CONFIN)
- Corporación de Fomento de la Producción (CORFO)
- Corporación de Inversiones
- Corporación de la Vivienda (CORVI)
- Empresa de Transportes Colectivos del Estado (ETCE)
- Instituto Nacional de Comercio (INACO)
- Línea Aérea Nacional (LAN Chile)
- Servicio de Seguro Social (SSS)
- Servicio Médico Nacional de Empleados (SERMENA) y
- Servicio Nacional de Salud (SNS).

- Datos: Q5783687